# Bright Side Japan
ブライトサイド（英: Bright Side Japan）は、YouTubeにて日常で役立つ実用的な情報や雑学、筋肉トレーニング等の様々な情報を配信するチャンネルで、「BRIGHT SIDE」の公式日本語版である。

## 概要
キプロスに本社を置く「TheSoul Publishing」により運営される。同社はアメリカ合衆国や欧州大陸部にも拠点を有する。
2024年11月現在でチャンネル登録者数は約1,670,000人であり、総再生回数は952,892,805回以上である。
基本的には本家であるBRIGHT SIDEの動画を翻訳した内容のものを投稿しているが、サムネイルやタイトル、内容が日本に合わせて変更されていることがある。本家の内容を日本語でそのまま伝えるようにするためにわずかに日本語が不適切な場合があり、これについてコメント欄で批判的なコメントを見受ける。。また、生物の動画などについては虚偽や誤解を招くコンテンツもあり、閲覧には注意を必要とする。

## TheSoul Publishingのそのほかのチャンネル
5-minute Crafts
123 GO!
Teen-Z
Slick Slime Sam
他。そのほとんどがいわゆる「コンテンツファーム」とみなされている。